# IC 1817
IC 1817 ist ein interagierendes Galaxienpaar im Sternbild Widder nördlich der Ekliptik. Sie ist schätzungsweise 335 Millionen Lichtjahre von der Milchstraße entfernt.
Das Objekt wurde am 4. Januar 1896 vom französischen Astronomen Stéphane Javelle entdeckt.